# Pielgrzymowo (Płoskinia)
Pielgrzymowo (deutsch Pilgramsdorf) ist ein Ort in der polnischen Woiwodschaft Ermland-Masuren. Es gehört zur Landgemeinde Płoskinia (Plaßwich) im Powiat Braniewski (Kreis Braunsberg).

## Geographische Lage
Pielgrzymowo liegt im Nordwesten der Woiwodschaft Ermland-Masuren, 16 Kilometer südöstlich der Kreisstadt Braniewo (Braunsberg).

## Geschichte
Der kleine Ort Pelmsdorf, der erst um 1785 Pilgramsdorf genannt wurde, bestand aus ein paar großen und kleinen Höfen. 1874 kam das Dorf zum Amtsbezirk Plaßwich (polnisch Płoskinia) im ostpreußischen Kreis Braunsberg, Regierungsbezirk Königsberg.
150 Einwohner waren im Jahre 1910 in Pilgramsdorf registriert. Ihre Zahl verringerte sich bis 1933 auf 109 und belief sich im Jahre 1939 auf 132.
Als 1945 in Kriegsfolge das gesamte südliche Ostpreußen an Polen fiel, erhielt Pilgramsdorf die polnische Namensform „Pielgrzymowo“. Heute ist das Dorf eine Ortschaft innerhalb der Gmina Płoskinia (Landgemeinde Plaßwich) im Powiat Braniewski (Kreis Braunsberg), von 1975 bis 1998 der Woiwodschaft Elbląg, seither der Woiwodschaft Ermland-Masuren zugehörig. Im Jahre 2021 zählte Pielgrzymowo 34 Einwohner.

## Religion
Pielgrzymowo gehört heute wie Pilgramsdorf vor 1945 zur römisch-katholischen St.-Katharinen-Kirche Płoskinia (Plaßwich) im Erzbistum Ermland. Bis 1945 war es auch in die evangelische Kirche Braunsberg in der Kirchenprovinz Ostpreußen der Kirche der Altpreußischen Union eingegliedert, während es heute der Diözese Masuren der Evangelisch-Augsburgischen Kirche in Polen zugehört.

## Verkehr
Pielgrzymowo liegt an einer Nebenstraße, die von Płoskinia (Plaßwich) nach Tolkowiec (Tolksdorf) führt. Wysoka Braniewska (Hogendorf) ist die nächste Bahnstation und liegt an der Bahnstrecke Olsztyn Gutkowo–Braniewo.